# Ложечников, Андрей Николаевич
Андре́й Никола́евич Ло́жечников (род. 22 июля 1980, Москва) — российский парафутболист, защитник паралимпийской сборной России. Чемпион Паралимпийских игр 2000 по футболу 7×7, чемпион мира, заслуженный мастер спорта России.

## Награды
- Медаль ордена «За заслуги перед Отечеством» II степени (19 ноября 2007) — за заслуги в развитии физической культуры и спорта и многолетнюю добросовестную работу.[1]
- Медаль ордена «За заслуги перед Отечеством» I степени (30 сентября 2009) — за большой вклад в развитие физической культуры и спорта, высокие спортивные достижения на XIII Паралимпийских играх 2008 года в Пекине.[2]
- Заслуженный мастер спорта России.